# Mihal Turtulli
Mihal Turtulli bég (Korça, 1847 – Egyiptom, 1935) albán politikus, 1920–1921-ben a Legfelsőbb Tanács tagja. A nemzetközi szakirodalomban gyakran találkozni nevével Michel Tourtoulis alakban.

## Életútja
Gyermekkorát az egyiptomi Fajjúmban töltötte, majd elvégezte az alexandriai francia gimnáziumot. 1876 és 1885 között orvosi tanulmányokat folytatott Görögországban és Franciaországban, melyek során szemspecialistává képezte magát. 1885-től 1912-ig kairói kórházakban végzett gyógyítómunkát.
1912-ben visszatért Albániába, amely ebben az évben vívta ki függetlenségét az Oszmán Birodalomtól. Tagja volt annak az albán delegációnak, amely 1914. február 21-én a németországi Neuwiedbe utazott, hogy felajánlja az albán koronát Wilhelm zu Wiednek. 1914. március 14-étől szeptember 3-áig Turhan Përmeti kormányában vezette az oktatásügyi tárcát. Az első világháború éveit a svájci Lausanne-ban vészelte át Midhat és Mehdi Frashëri társaságában.
A világháború lezárultával visszatért Albániába, s 1918 decemberétől egy hónapig Përmeti ideiglenes kormányának minisztere volt. 1919-ben tagja volt a párizsi békekonferencián tárgyaló albán küldöttségnek, de miután nem értett egyet az olasz célok támogatásával, kizárták a küldöttségből. Az Albánia közjogi helyzetét rendező 1920. januári lushnjai kongresszus lezárásakor, január 30-án – mint az albániai ortodox közösség képviselőjét – az államfői jogköröket gyakorló négytagú Legfelsőbb Tanács egyik tagjává választották. 1921 áprilisát követően már csak névleg vett részt a testület munkájában, 1921. december 22-én pedig, miután a tanács másik két tagja – Aqif Elbasani és Luigj Bumçi – politikai nyomásra távozott a tanácsból, Turtulli is lemondott tisztségéről.
Ezt követően visszatért Egyiptomba, de miután Amet Zogu 1924 decemberében leverte a júniusi forradalmat és megerősítette hatalmát, Turtulli részt vett a bécsi központú Nemzeti Forradalmi Bizottság, a Konare munkájában. Itt vállalt szerepéért a zogista bíróság távollétében százegy évnyi börtönbüntetésre ítélte Turtullit. Végül a Zogu által 1927. szeptember 21-én meghirdetett általános amnesztia jóvoltából még rövid időre visszatérhetett Albániába, de utolsó éveit egyiptomi emigrációban élte le.